# Mistrzostwa Świata w Łucznictwie 1973
27. Mistrzostwa Świata w Łucznictwie odbyły się 23–29 lipca 1973 w Grenoble we Francji. Organizatorem była Międzynarodowa Federacja Łucznicza. 

## Medaliści

### Strzelanie z łuku klasycznego
| Konkurencja            | Złoto                                                                      | Srebro                                                         | Brąz                                                               |
| Indywidualnie kobiet   | Linda Myers                                                                | Wałentyna Kowpan                                               | Emma Gapczenko                                                     |
| Indywidualnie mężczyzn | Wiktor Sidoruk                                                             | Kyösti Laasonen                                                | Stephen Lieberman                                                  |
| Drużynowo kobiet       | ZSRR · Wałentyna Kowpan · Emma Gapczenko · Ketewan Losaberidze             | Stany Zjednoczone · Linda Myers · Doreen Wilber · Debbie Green | Wielka Brytania · Pauline Edwards · Barbara Strickland · Pam White |
| Drużynowo mężczyzn     | Stany Zjednoczone · Stephen Lieberman · Edwin Murray Eliason · Larry Smith | ZSRR · Wiktor Sidoruk · Aleksander Panżin · Aleksander Aułow   | Finlandia · Kyösti Laasonen · Aaro Myllymaki · Emiel Vercaigne     |

## Klasyfikacja medalowa
| Lp. | Państwo           | Złoto | Srebro | Brąz | Razem |
| 1.  | ZSRR              | 2     | 2      | 1    | 5     |
| 2.  | Stany Zjednoczone | 2     | 1      | 1    | 4     |
| 3.  | Finlandia         | 0     | 1      | 1    | 2     |
| 4.  | Wielka Brytania   | 0     | 0      | 1    | 1     |